# Meioneta saxatilis
Meioneta saxatilis là một loài nhện trong họ Linyphiidae. Chúng được John Blackwall miêu tả năm 1844.